# Motor con culata en T

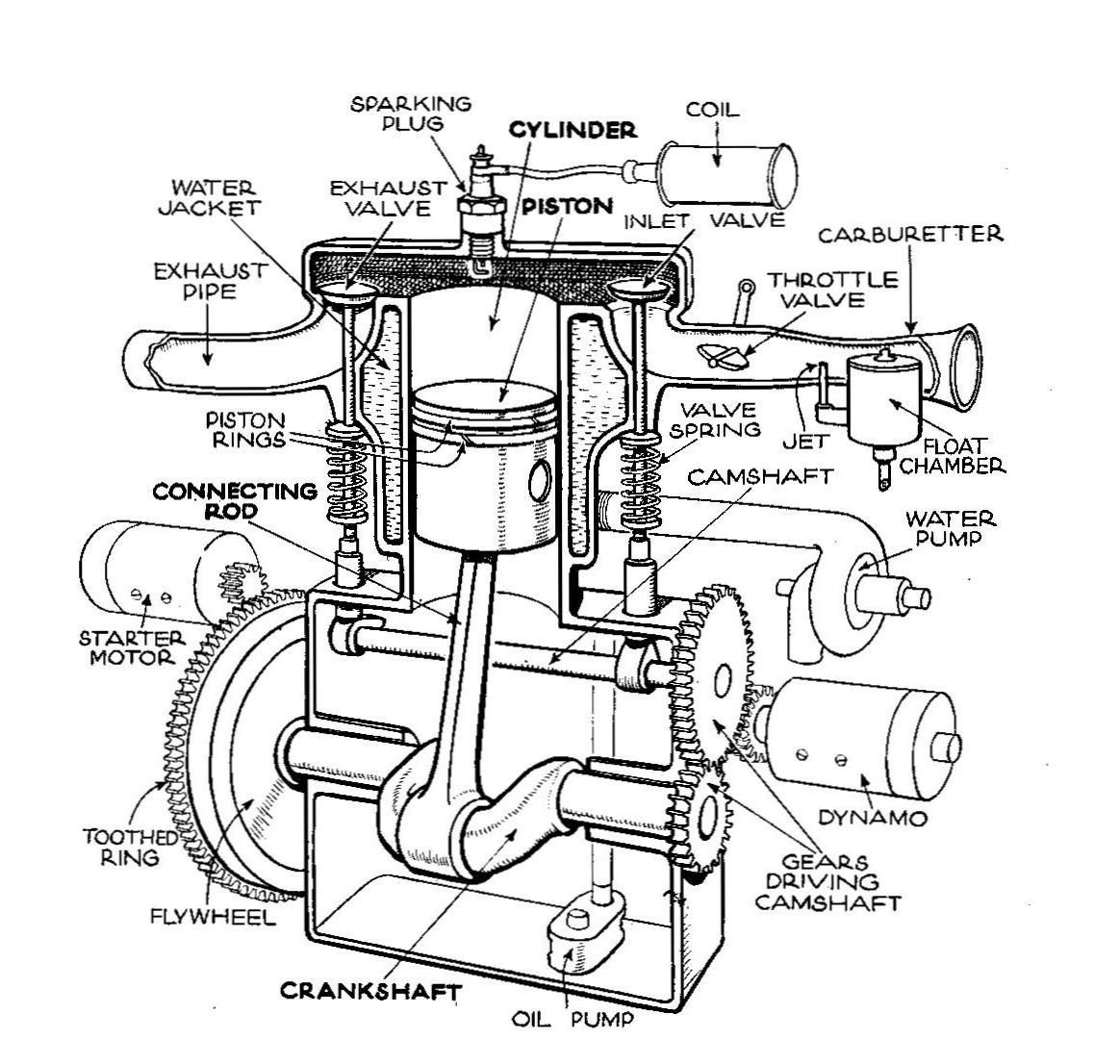
Esquema de un motor monocilíndrico con culata en T, de The Autocar (1935)

Un motor con culata en T es un tipo antiguo de motor de combustión interna que quedó obsoleto después de la Primera Guerra Mundial. Es un motor de válvulas laterales que se distingue del motor SV (mucho más frecuente) por la ubicación de las válvulas, de forma que las válvulas de admisión están en un lado del bloque del motor y las válvulas de escape en el otro. Visto desde el extremo del cigüeñal, en una vista en corte, el cilindro y la cámara de combustión se asemejan a una T, de ahí el nombre de "culata en T". Una culata en L tiene todas las válvulas en el mismo lado.

## Características

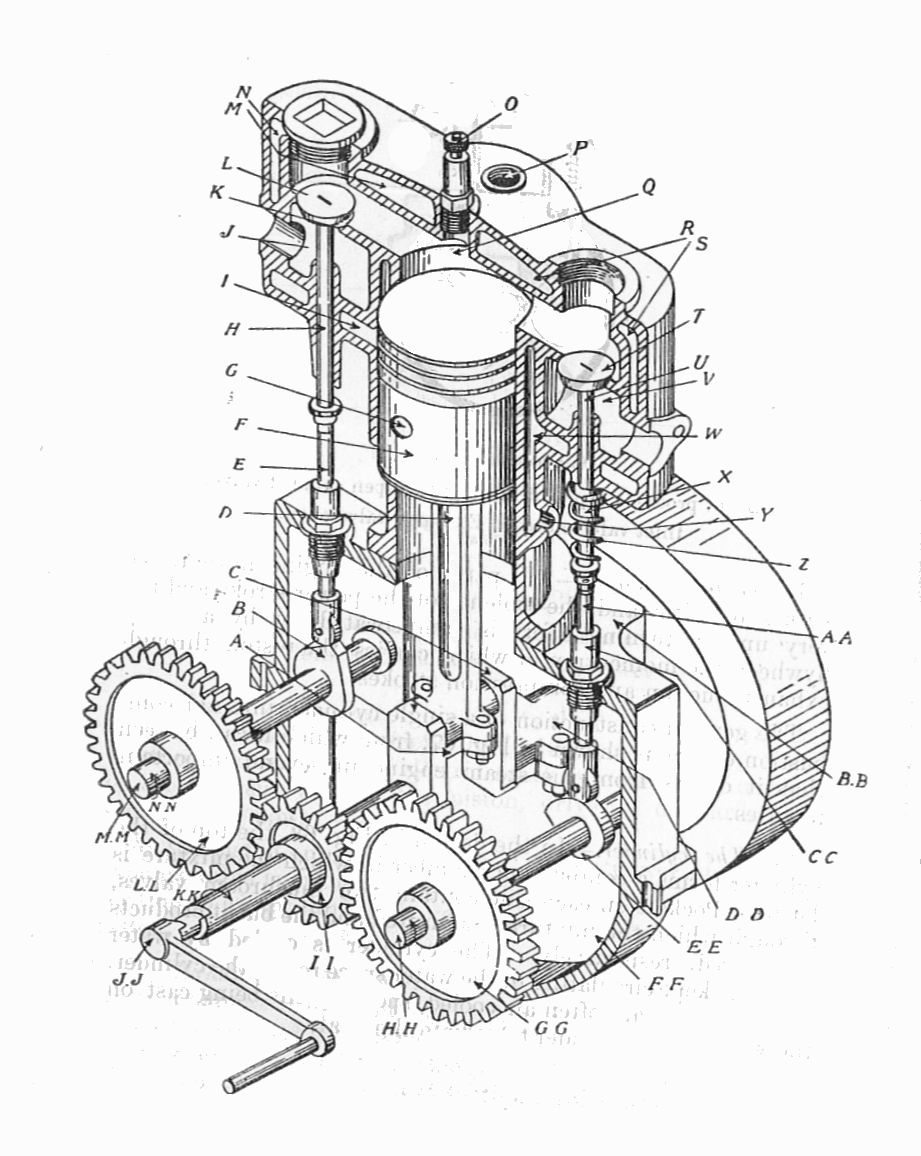
Sección transversal de un motor monocilíndrico con culata en T (1911)

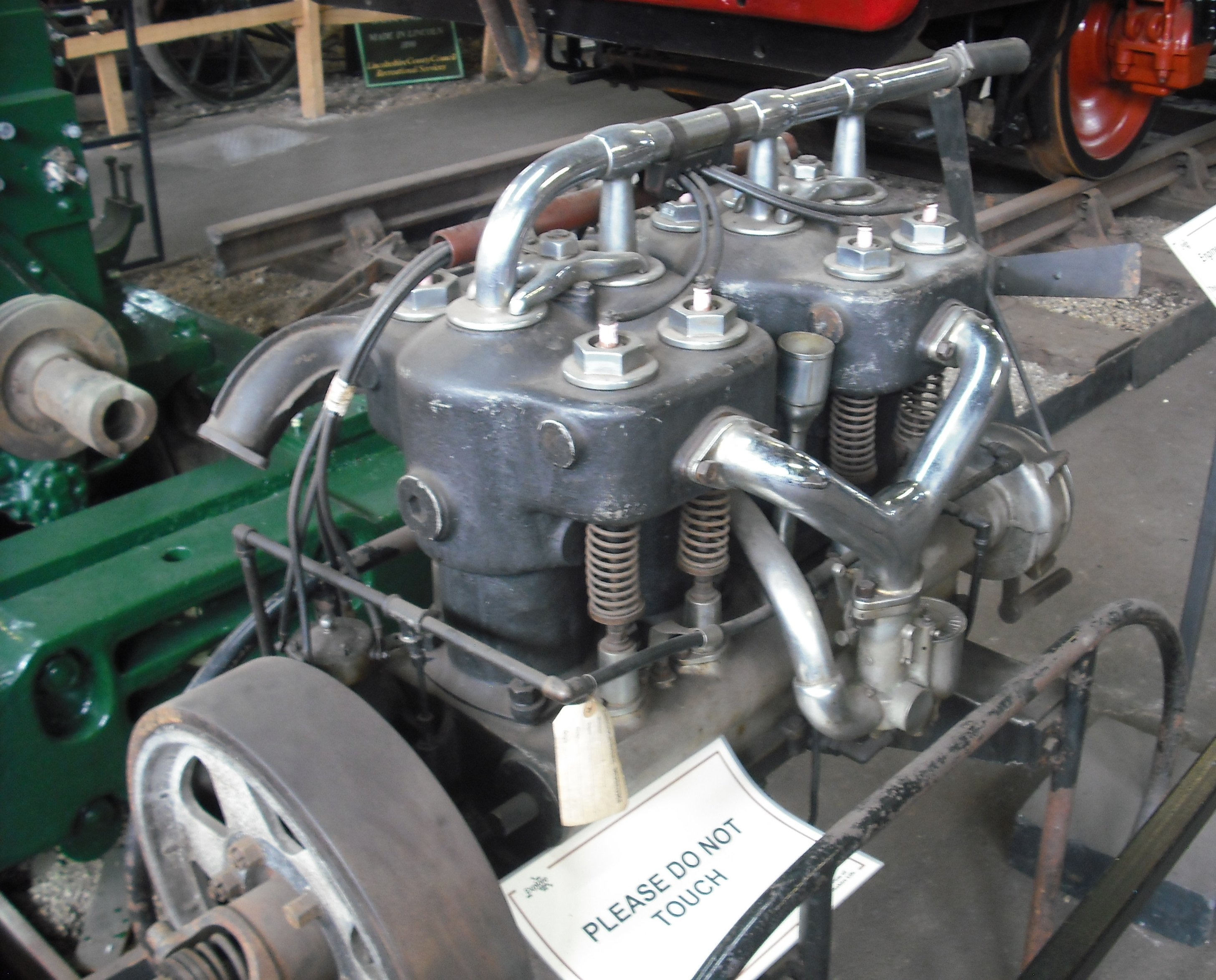
Motor de un automóvil Rose de cuatro cilindros de 1902, en el que se observan los tapones roscados para el acceso encima de cada válvula

Esta fue una forma temprana de culata de cilindros de flujo cruzado. El diseño era bastante complejo para su época y requería árboles de levas separados para operar las válvulas de admisión y de escape. Las culatas en T en sí mismas exigían moldes de fundición bastante complejos que requerían orificios ciegos para los cilindros y las cámaras de las válvulas. Esto hizo que el motor fuera más caro de producir que un motor comparable con culata en L (o de culata plana). Además, también era bastante pesado e ineficiente para su cilindrada, produciendo menos caballos de potencia que un motor SV o un motor OHV moderno de cubicaje comparable.
La razón de la popularidad de este diseño desde principios del siglo XX hasta la década de 1920 fue el tipo de gasolina que se vendía en ese momento, que se encendía a una temperatura mucho más baja que los combustibles de motor modernos. Si el vapor de gasolina se calentaba demasiado o se comprimía demasiado, podía explotar antes de encenderse con la bujía, una condición conocida como picado de bielas, detonación o preencendido. Dado que la detonación era, y sigue siendo, una de las principales causas de fallos graves en un motor, limitar tanto la temperatura como la compresión del vapor de gasolina extremadamente explosivo era fundamental para lograr la máxima fiabilidad del motor.
El motor con la culata en T abordó estos dos problemas colocando las válvulas en nichos abiertos en lados opuestos de la culata y haciendo que el agua fría del radiador llegara al motor directamente sobre las válvulas de admisión como medida adicional de seguridad. La transferencia de calor de los puertos de escape se minimizó, y el volumen adicional de los nichos abiertos que albergaban las válvulas también redujo la relación de compresión efectiva del motor. Por lo tanto, se eliminó la detonación y la relativa ineficiencia del diseño del motor se compensó con la notable ganancia de fiabilidad lograda; sin penalizar excesivamente las velocidades de circulación generalmente más bajas comunes en aquella época. Además, con todo el diámetro interior del cilindro y todos los conductos de enfriamiento frecuentemente contenidos dentro de la culata, muchos motores con culata en T no requerían juntas de culata y relativamente pocas juntas de cualquier tipo, lo que reducía las posibles fugas. Esta fiabilidad superior convirtió al diseño en un motor de competición frecuente en los primeros días de las carreras de automóviles, cuando la fiabilidad del motor era posiblemente un factor más importante que su rendimiento máximo. A medida que otros diseños de motores mejoraron en fiabilidad gracias al intenso desarrollo de los motores de aviación realizado durante la Primera Guerra Mundial, las limitaciones inherentes al rendimiento de las culatas en T hicieron que rápidamente cayeran en desuso para su aplicación en las carreras.

## Obsolescencia
La culata en T quedó obsoleta en el mercado de automóviles de pasajeros debido a una combinación de avances en el motor realizados durante la Primera Guerra Mundial y la introducción en la gasolina de compuestos antidetonantes efectivos como el tetraetilo de plomo a principios de la década de 1920. Cuando se combinaron, estos avances hicieron que los motores de válvulas laterales fueran tan fiables como los equipados con una culata en T y, al mismo tiempo, más potentes, más ligeros, más eficientes en combustible y más baratos de fabricar.
Sin embargo, la increíble fiabilidad de los cabezales en T los mantuvo en servicio en equipos pesados, grandes camiones y camiones de bomberos hasta que finalmente se retiraron de la producción en la década de 1950.

## Ejemplos
La primera culata con válvulas en T se instaló en el motor Maybach de 1901 del Mercedes 35 CV. Otras marcas que incorporaron diseños similares fueron Panhard, Hotchkiss, Delahaye, Chadwick, Marquette, Packard (1906-1912), Società T.A.U. o Mercer. En Estados Unidos, serían empleados por Stutz. El último motor con culata en T de producción en serie para automóviles de turismo fue fabricado por una empresa estadounidense, Locomobile. Stutz y White Motor Car Company usaron motores de cuatro válvulas en 1917, desarrollando 65 y 72 caballos de potencia respectivamente. El motor de White Company era un diseño monobloque. La empresa Pierce-Arrow introdujo un motor de culata en T de cuatro válvulas por cilindro de producción en serie (Dual Valve Six) en 1918, uno de los pocos, quizás el único, motor multiválvula de este tipo. American LaFrance produjo motores con culata en T para sus camiones de bomberos hasta la década de 1950, aunque también construyeron motores de árbol de levas en la década de 1940.
También se usó en algunas motocicletas, como en las Pierce americanas de 1907.